# Charley Chase (attrice pornografica)
Charley Chase (Louisville, 6 agosto 1987) è un'ex attrice pornografica statunitense.

## Biografia
Nata a Louisville (Kentucky), ha origini portoricane e italiane.
Ha iniziato a lavorare nel mondo del "cinema per adulti" nel 2011 ed è accreditata in oltre 400 film. Ha scelto il suo nome perché mentre lavorava in un bar un tizio l'ha confusa per Charley, la sua fidanzata, mentre Chase per differenziarla dalle altre attrici del settore. Ha numerosi tatuaggi: la scritta "Carpe Diem / Carpe Noctem / Carpe Omnious" dietro al collo, un gatto diavolo e un gatto angelo sopra il pube, un peperoncino sulla natica destra, un gatto seduto sopra la luna che guarda le stelle sull'orecchio destro ed altri.
Nel 2011 ha vinto un AVN Award e un XRCO Award.

## Riconoscimenti
- AVN Awards
  - 2011 – Unsung Starlet Of The Year[4]

- XRCO Award
  - 2011 – Unsung Siren[5]